# Pure Earth
Pure Earth (с англ. — «Чистая Земля»), ранее  Блэксмитовский институт (англ. Blacksmith Institute) — некоммерческая организация, занимающаяся проблемами экологии и загрязнения окружающей среды. 
Организация основана в 1999 году и расположена в Нью-Йорке. Один из проектов организации, англ. Polluted Places Initiative, классифицирует и описывает наиболее загрязнённые города мира.
Начиная с 2002 года, институт изучает экологию Китая.